# 蒙古国防大学
蒙古国防大学是蒙古国最高等军事学府，位于蒙古国首都乌兰巴托。

## 简介
蒙古国防大学下属设有6个军事院校：国防研究所、国防管理学院、通用军事学校、军事音乐学院、军事教育学院、士官学校。蒙古国防大学开有13个军事学科、11个民用学科的专业，有授予博士、硕士和学士学位的资格。 
蒙古国防大学同中国、俄罗斯、美国、德国、日本、英国、韩国、土耳其等国的军事院校互派留学生或开展学术交流活动。